# О венке за триерархию
«О венке за триерархию» — судебная речь, которую приписывают древнегреческому оратору Демосфену. Сохранилась в составе «демосфеновского корпуса» под номером LI, была произнесена предположительно в 359 году до н. э.
Речь произнёс в афинском Совете неизвестный по имени триерарх, который уже получил венок за то, что его корабль первым достиг причала, и претендовал на второй — за лучшее оснащение триеры. Либаний считал, что истцом (а тогда, возможно, и автором речи) был Аполлодор, но эта речь по своему стилю совсем не похожа на другие речи в составе «демосфеновского корпуса», произнесённые Аполлодором. Согласно ещё одной гипотезе, истец — сам Демосфен.